# Take Me Home (disc de One Direction)
"Take Me Home" és el segon àlbum del quintet britànic-irlandès One Direction (abreviat com:1D). Aquest conté 13 cançons noves. El CD va sortir a la venda el 13 de novembre a Espanya, tot i que ja hi havia molts fans que l'havien encarregat a les botigues per no quedar-se sense un exemplar, tal com va passar amb el seu primer disc Up All Night. L'àlbum va ser anunciat a mitjans del 2012 durant els dies de descans dels nois després d'haver acabat l'Up All Night Tour. El disc va ser anticipat per un single anomenat Live While We're Young, i seguidament del segon single Little Things. L'àlbum ha tingut col·laboracions ten importants com les de Ed Sheeran i Tom Fletcher de McFly.

## El grup

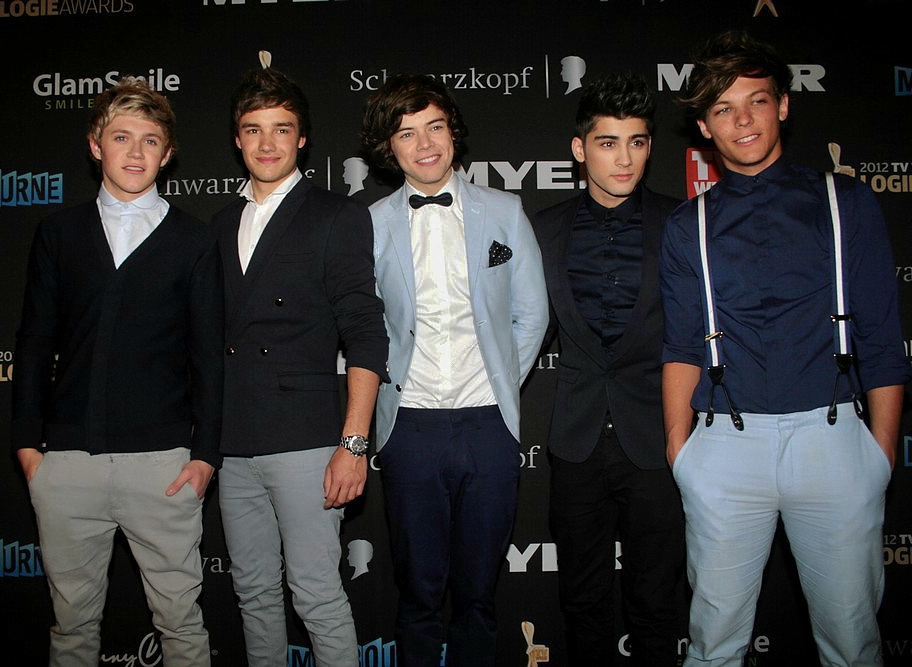
Els nois de One Direction als Logies Awards

One Direction és un grup format per cinc nois, els quals es van conèixer al concurs britànic The X Factor. Aquests nois es diuen Liam Payne, Zayn Malik, Niall Horan, Louis Tomlinson i Harry Styles, tots ells tenen entre 18 i 20 anys. És una de les boyband més grans de la història segons experts i crítics de música pop, ja que han superat el rècord de vendes de The Beatles. Han aconseguit ser número 1 a molts països del món (entre ells Espanya i EUA) amb el seu àlbum de debut. Això els ha fet ser encara més famosos i ja han fet dos tours per EUA i un per Austràlia a més dels molts que han fet als seus països natius, Anglaterra i Irlanda, en els quals es van exhaurir les entrades en menys de 24 hores. El que ha fet que encara més gent reservés el nou disc.

## El Perquè del Disc
Cap a principis del 2012, l'integrant de One Direction, Niall Horan va anunciar que tenien ganes de tornar a gravar cançons per a un nou àlbum, i fer col·laboracions amb molts artistes. També va dir que tenien la intenció de treure un nou disc, cada any o any i mig. El Febrer de 2012 es van començar a reunir amb possibles autors per a les seves cançons. Al Març de 2012, Tom Fletcher va confirmar que escriuria una nova cançó per a l'àlbum, igual que ho va fer amb Up All Night, escrivint I Want. El Cantautor i bon amic de la banda, Ed Sheeran, va decidir donar-los hi una cançó que ell volia incloure al seu segon disc, però que finalment ho va descartar perquè One Direction la cantés. Simon Cowell va dir a la premsa que s'estava creant una polèmica batalla perquè hi havia diversos interessats a escriure cançons per al nou disc.
Al maig de 2012 es van iniciar les noves gravacions. Les gravacions es van dur a terme als mateixos llocs que el primer disc, Los Angeles, Estocolm i Londres. Es van passar el mes de maig anant a Estocolm, Suècia. Durant el mes de juny, i durant el final de l'Up all Night Tour, van continuar les gravacions a Los Angeles, Estats Units d'Amèrica. Al final, l'1 de juliol, van tornar a Londres per a fer uns últims retocs i enllestir el segon àlbum.
El títol del nou àlbum va ser anunciat el 29 d'agost de 2012 a través del compte oficial de Twitter de l'integrant de la banda, Louis Tomlinson. La portada es va estrenar uns dies després, a través del compte oficial de Twitter de One Direction. L'àlbum es va posar en pre-venda el 3 de setembre del 2012 i es va fer un rècord de venda, tot i que encara no havia sortit.

## Senzills
El 20 d'agost de 2012 els integrants del grup One Direction van penjar un vídeo a YouTube per anunciar el primer single del segon disc anomenat Live While We're Young. One Direction es va unir altre cop amb els directors que els van ajudar a gravar els vídeos dels èxits anteriors What Makes You Beautiful i One Thing. La data prevista perquè sortís aquest nou single era el dia 24 de setembre de 2012 però van avançar la sortida quatre dies perquè algú els va hackejar l'ordinador i va penjar el vídeo a YouTube abans d'hora. Live While We're Young parla sobre viure la vida en el moment. Aquesta cançó dona el missatge que tot i que encara som joves i tenim tota una vida al davant cal aprofitar-la, ja que com tothom diu la vida són quatre dies. És una cançó pop-rock molt energètica que té harmonia, solos de guitarra i moltes coses més. D'una banda, molts crítics musicals van alabar la peça, però per altra banda, hi havia alguns que deien que el solo de guitarra del principi era un plagi de la cançó de ‘Should I Stay or Should I Go' de The Clash.
El dia 15 d'octubre de 2012 Louis Tomlinson va anunciar a través del seu compte de Twitter que el segon single del disc de Take Me Home es diria Little Things. Aquesta cançó va ser escrita pel cantautor britànic Ed Sheeran, que ja els va cedir una cançó pel seu primer àlbum, aquesta és ‘Moments'. Ed Sheeran, als MTV Video Music Awards 2012 va dir: “La cançó, que penso que serà el single, o un dels singles, és una cançó molt tendre. Va ser escrita sobre el millor de cada persona, com les petites coses d'algú, coses que no esperaries. L'heu d'escoltar. No puc dir quasi res, ja que és el seu àlbum. Prefereixo que siguin ells els primers que l'anunciïn”. Finalment, el 29 d'octubre de 2012 va sortir a la llum el segon single de Take Me Home.
El tercer single en tenir un videoclip serà la cançó de Kiss You, ja inclosa a l'àlbum.
| No. | Títol                    | Compositor(s) | Durada |
| 1.  | Live While We're Young   | Rami Yacoub, Carl Falk, Savan Kotecha | 3:20   |
| 2.  | Kiss You                 | Rami Yacoub, Carl Falk, Savan Kotecha, Shellback, Kristian Lundin, Albin Nedler, Kristoffer Fogelmark                                         | 3:03   |
| 3.  | Little Things            | Ed Sheeran, Fiona Bevan | 3:39   |
| 4.  | C'mon C'mon              | Jamie Scott, John Ryan, Julian C. Bunetta | 2:45   |
| 5.  | Last First Kiss          | Albin Nedler, Kristoffer Fogelmark, Rami Yacoub, Carl Falk, Savan Kotecha, Harry Styles, Liam Payne, Louis Tomlinson, Niall Horan, Zayn Malik | 3:39   |
| 6.  | Heart Attack             | Rami Yacoub, Carl Falk, Savan Kotecha, Shellback, Krisitan Lundin                                                                             | 2:56   |
| 7.  | Rock Me                  | Lucasz Gottwald, Henry Walter, Peter Svensson, Allan Grigg, Sam Hollander                                                                     | 3:20   |
| 8.  | Change my Mind           | Rami Yacoub, Carl Falk, Savan Kotecha | 3:32   |
| 9.  | I Would                  | Tom Fletcher, Danny Jones, Dougie Poynter | 3:21   |
| 10. | Over Again               | Ed Sheeran, Robert Conlon | 3:02   |
| 11. | Back for You             | Albin Nedler, Kristoffer Fogelmark, Rami Yacoub, Savan Kotecha, Harry Styles, Liam Payne, Louis Tomlinson, Niall Horan, Zayn Malik            | 2:58   |
| 12. | They Don't Know About Us | Tebey, Tommy Lee James, Peter Wallevik, Tommy Gee                                                                                             | 3:20   |
| 13. | Summer Love              | Lindy Robbins, Hector, Steve Robson, Harry Styles, Liam Payne, Louis Tomlinson, Niall Horan, Zayn Malik                                       | 3:32   |

## Take Me Home Tour
El Take Me Home Tour serà el segon tour mundial que farà One Direction. Després que el primer Up All Night Tour tingués molt èxit, la llista de països que visitaran, ha augmentat notablement. El tour començarà el 22 de febrer de 2012 al 02 Arena de Londres. Les entrades de la majoria dels concerts ja s'han posat a la venda des de fa molt temps i les entrades es van esgotar en tres hores.

### Dates del Tour
| Data                   | Ciutat                         | País          | Lloc                                        |
| ---------------------- | ------------------------------ | ------------- | ------------------------------------------- |
| Europa                 |                                |               |                                             |
| 23 de febrer de 2013   | Londres                        | Regne Unit    | The O2 Arena                                |
| 24 de febrer de 2013   | Londres                        | Regne Unit    | The O2 Arena                                |
| 26 de febrer de 2013   | Glasgow                        | Regne Unit    | Centre Escocès d'Exhibicions i Conferències |
| 27 de febrer de 2013   | Glasgow                        | Regne Unit    | Centre Escocès d'Exhibicions i Conferències |
| 1 de març de 2013      | Cardiff                        | Regne Unit    | Motorpoint Arena Cardiff                    |
| 2 de març de 2013      | Cardiff                        | Regne Unit    | Motorpoint Arena Cardiff                    |
| 5 de març de 2013      | Dublín                         | Irlanda       | The O2                                      |
| 6 de març de 2013      | Dublín                         | Irlanda       | The O2                                      |
| 7 de març de 2013      | Belfast                        | Regne Unit    | Odyssey Arena                               |
| 8 de març de 2013      | Belfast                        | Regne Unit    | Odyssey Arena                               |
| 10 de març de 2013     | Belfast                        | Regne Unit    | Odyssey Arena                               |
| 11 de març de 2013     | Belfast                        | Regne Unit    | Odyssey Arena                               |
| 12 de març de 2013     | Dublin                         | Irlanda       | The O₂                                      |
| 13 de març de 2013     | Dublin                         | Irlanda       | The O₂                                      |
| 15 de març de 2013     | Manchester                     | Regne Unit    | Manchester Arena                            |
| 16 de març de 2013     | Manchester                     | Regne Unit    | Manchester Arena                            |
| 17 de març de 2013     | Liverpool                      | Regne Unit    | Echo Arena Liverpool                        |
| 19 de març de 2013     | Sheffield                      | Regne Unit    | Motorpoint Arena Sheffield                  |
| 20 de març de 2013     | Nottingham                     | Regne Unit    | National Ice Centre                         |
| 22 de març de 2013     | Birmingham                     | Regne Unit    | Centre Nacional d'Exhibicions LG Arena      |
| 23 de març de 2013     | Birmingham                     | Regne Unit    | Centre Nacional d'Exhibicions LG Arena      |
| 31 de març de 2013     | Liverpool                      | Regne Unit    | Echo Arena Liverpool                        |
| 1 d'abril de 2013      | Londres                        | Regne Unit    | The O₂ Arena                                |
| 2 d'abril de 2013      | Londres                        | Regne Unit    | The O₂ Arena                                |
| 4 d'abril de 2013      | Londres                        | Regne Unit    | The O₂ Arena                                |
| 5 d'abril de 2013      | Londres                        | Regne Unit    | The O₂ Arena                                |
| 8 d'abril de 2013      | Newcastle upon Tyne            | Regne Unit    | Metro Radio Arena                           |
| 9 d'abril de 2013      | Newcastle upon Tyne            | Regne Unit    | Metro Radio Arena                           |
| 10 d'abril de 2013     | Newcastle upon Tyne            | Regne Unit    | Metro Radio Arena                           |
| 12 d'abril de 2013     | Glasgow                        | Regne Unit    | Centre Escocès d'Exhibicions i Conferències |
| 13 d'abril de 2013     | Sheffield                      | Regne Unit    | Motorpoint Arena Sheffield                  |
| 14 d'abril de 2013     | Sheffield                      | Regne Unit    | Motorpoint Arena Sheffield                  |
| 16 d'abril de 2013     | Nottingham                     | Regne Unit    | Capital FM Arena Nottingham                 |
| 17 d'abril de 2013     | Birmingham                     | Regne Unit    | LG Arena                                    |
| 19 d'abril de 2013     | Manchester                     | Regne Unit    | Manchester Arena                            |
| 29 d'abril de 2013     | París                          | França        | Palais Omnisports de Paris-Bercy            |
| 30 d'abril de 2013     | Amnéville                      | França        | The Galaxie                                 |
| 1 de maig de 2013      | Antwerp                        | Bèlgica       | Sportpaleis                                 |
| 3 de maig de 2013      | Amsterdam                      | Països Baixos | Ziggo Dome                                  |
| 4 de maig de 2013      | Oberhausen                     | Alemanya      | König Pilsener Arena                        |
| 5 de maig de 2013      | Herning                        | Dinamarca     | Jyske Bank Boxen                            |
| 7 de maig de 2013      | Oslo                           | Noruega       | Telenor Arena                               |
| 8 de maig de 2013      | Estocolm                       | Suècia        | Friends Arena                               |
| 10 de maig de 2013     | Copenhaguen                    | Dinamarca     | Forum Copenhaguen                           |
| 11 de maig de 2013     | Berlín                         | Alemanya      | O₂ World Berlin                             |
| 12 de maig de 2013     | Hamburg                        | Alemanya      | O₂ World Hamburg                            |
| 16 de maig de 2013     | Zúric                          | Suïssa        | Hallenstadion                               |
| 17 de maig de 2013     | Múnic                          | Alemanya      | Olympiahalle                                |
| 18 de maig de 2013     | Verona                         | Itàlia        | Verona Arena                                |
| 20 de maig de 2013     | Milà[3                         | Itàlia        | Mediolanum Forum                            |
| 22 de maig de 2013     | Badalona                       | Espanya       | Pavelló Olímpic de Badalona                 |
| 24 de maig de 2013     | Madrid                         | Espanya       | Palacio Vistalegre                          |
| 26 de maig de 2013     | Lisboa                         | Portugal      | Pavilhão Atlântico                          |
| Amèrica del Nord       |                                |               |                                             |
| 8 de juny de 2013      | Ciutat de Mèxic                | Mèxic         | Foro Sol                                    |
| 9 de juny de 2013      | Ciutat de Mèxic                | Mèxic         | Foro Sol                                    |
| 13 de juny de 2013     | Sunrise                        | Estats Units  | BB&T Center                                 |
| 14 de juny de 2013     | Miami                          | Estats Units  | American Airlines Arena                     |
| 16 de juny de 2013     | Louisville                     | Estats Units  | KFC Yum! Center                             |
| 18 de juny de 2013     | Colúmbia                       | Estats Units  | Nationwide Arena                            |
| 19 de juny de 2013     | Nashville                      | Estats Units  | Bridgestone Arena                           |
| 21 de juny de 2013     | Atlanta                        | Estats Units  | Philips Arena                               |
| 22 de juny de 2013     | Raleigh                        | Estats Units  | PNC Arena                                   |
| 23 de juny de 2013     | Washington, D.C.               | Estats Units  | Verizon Center                              |
| 25 de juny de 2013     | Philadelphia                   | Estats Units  | Wells Fargo Center                          |
| 26 de juny de 2013     | Mansfield                      | Estats Units  | Comcast Center                              |
| 28 de juny de 2013     | Wantagh, Nova York             | Estats Units  | Nikon at Jones Beach Theater                |
| 29 de juny de 2013     | Wantagh, Nova York             | Estats Units  | Nikon at Jones Beach Theater                |
| 2 de juliol de 2013    | East Rutherford                | Estats Units  | Izod Center                                 |
| 4 de juliol de 2013    | Mont-real                      | Canadà        | Bell Centre                                 |
| 5 de juliol de 2013    | Hershey, Pennsylvania\|Hershey | Estats Units  | Hersheypark Stadium                         |
| 6 de juliol de 2013    | Hershey, Pennsylvania\|Hershey | Estats Units  | Hersheypark Stadium                         |
| 8 de juliol de 2013    | Pittsburgh                     | Estats Units  | Consol Energy Center                        |
| 9 de juliol de 2013    | Toronto                        | Canadà        | Air Canada Centre                           |
| 10 de juliol de 2013   | Toronto                        | Canadà        | Air Canada Centre                           |
| 12 de juliol de 2013   | Auburn Hills                   | Estats Units  | The Palace of Auburn Hills                  |
| 13 de juliol de 2013   | Tinley Park, Illinois          | Estats Units  | First Midwest Bank Amphitheatre             |
| 14 de juliol de 2013   | Tinley Park, Illinois          | Estats Units  | First Midwest Bank Amphitheatre             |
| 18 de juliol de 2013   | Minneapolis                    | Estats Units  | Target Center                               |
| 19 de juliol de 2013   | Kansas City                    | Estats Units  | Sprint Center                               |
| 21 de juliol de 2013   | Houston                        | Estats Units  | Toyota Center                               |
| 22 de juliol de 2013   | Dallas                         | Estats Units  | American Airlines Center                    |
| 24 de juliol de 2013   | Denver                         | Estats Units  | Pepsi Center                                |
| 25 de juliol de 2013   | West Valley City               | Estats Units  | Maverik Center                              |
| 27 de juliol de 2013   | Vancouver                      | Canadà        | Rogers Arena                                |
| 28 de juliol de 2013   | Seattle                        | Estats Units  | KeyArena                                    |
| 30 de juliol de 2013   | San Jose                       | Estats Units  | HP Pavilion at San Jose                     |
| 31 de juliol de 2013   | Oakland                        | Estats Units  | Oracle Arena                                |
| 2 d'agost de 2013      | Las Vegas                      | Estats Units  | Mandalay Bay Events Center                  |
| 3 d'agost de 2013      | Las Vegas                      | Estats Units  | Mandalay Bay Events Center                  |
| 4 d'agost de 2013      | San Diego                      | Estats Units  | Cricket Wireless Amphitheatre               |
| 6 d'agost de 2013      | Chula Vista                    | Estats Units  | Cricket Wireless Amphitheatre               |
| 7 d'agost de 2013      | Los Angeles                    | Estats Units  | Staples Center                              |
| 8 d'agost de 2013      | Los Angeles                    | Estats Units  | Staples Center                              |
| 9 d'agost de 2013      | Los Angeles                    | Estats Units  | Staples Center                              |
| 10 d'agost de 2013     | Los Angeles                    | Estats Units  | Staples Center                              |
| Oceania                |                                |               |                                             |
| 11 de setembre de 2013 | Brisbane                       | Austràlia     | Brisbane Entertainment Centre               |
| 12 de setembre de 2013 | Brisbane                       | Austràlia     | Brisbane Entertainment Centre               |
| 14 de setembre de 2013 | Sydney                         | Austràlia     | Sydney Super Dome\|Allphones Arena          |
| 15 de setembre de 2013 | Sydney                         | Austràlia     | Sydney Super Dome\|Allphones Arena          |
| 16 de setembre de 2013 | Sydney                         | Austràlia     | Sydney Super Dome\|Allphones Arena          |
| 19 de setembre de 2013 | Melbourne                      | Austràlia     | Rod Laver Arena                             |
| 20 de setembre de 2013 | Melbourne                      | Austràlia     | Rod Laver Arena                             |
| 21 de setembre de 2013 | Melbourne                      | Austràlia     | Rod Laver Arena                             |
| 23 de setembre de 2013 | Adelaide                       | Austràlia     | Adelaide Entertainment Centre               |
| 24 de setembre de 2013 | Adelaide                       | Austràlia     | Adelaide Entertainment Centre               |
| 25 de setembre de 2013 | Adelaide                       | Austràlia     | Adelaide Entertainment Centre               |
| 28 de setembre de 2013 | Perth                          | Austràlia     | Perth Arena                                 |
| 29 de setembre de 2013 | Perth                          | Austràlia     | Perth Arena                                 |
| 2 d'octubre de 2013    | Melbourne                      | Austràlia     | Rod Laver Arena                             |
| 3 d'octubre de 2013    | Melbourne                      | Austràlia     | Rod Laver Arena                             |
| 5 d'octubre de 2013    | Sydney                         | Austràlia     | Allphones Arena                             |
| 6 d'octubre de 2013    | Sydney                         | Austràlia     | Allphones Arena                             |
| 10 d'octubre de 2013   | Christchurch                   | Nova Zelanda  | CBS Canterbury Arena                        |
| 12 d'octubre de 2013   | Auckland                       | Nova Zelanda  | Vector Arena                                |
| 13 d'octubre de 2013   | Auckland                       | Nova Zelanda  | Vector Arena                                |

## Edicions del disc
Hi ha dues edicions diferents d'aquest àlbum. Aquestes són:
Edició estàndard
Aquesta edició conté les 13 cançons abans anomenades, ‘Live While We're Young', ‘Kiss You', ‘Little Things', ‘C'mon C'mon', ‘Last First Kiss', ‘Heart Attack', ‘Rock Me', ‘Change My Mind', ‘I Would', ‘Over Again', ‘Back For You', ‘They Don't Know About Us', ‘Summer Love'
Edició deluxeAquesta edició conté les 13 cançons abans anomenades i quatre cançons afegides per les persones disposades a pagar 4 euros més. Aquestes cançons són:
| Núm. | Títol            | Compositor(s)                                                                    | Durada |
| 14.  | She's Not Afraid | Scott, Ryan, Bunetta                                                             | 3:18   |
| 15.  | Loved You First  | Tebey, Bunetta, Ryan, James                                                      | 3:19   |
| 16.  | Nobody Compares  | Rami Yacoub, Carl Falk, Savan Kotecha, Shellback                                 | 2:48   |
| 17.  | Still The One    | Rami Yacoub, Carl Falk, Savan Kotecha, Liam Payne, Louis Tomlinson, Harry Styles | 3:03   |